# 滝川忠雄
滝川 忠雄（たきがわ ただお、1815年〈文化12年〉 - 1888年〈明治21年〉3月21日）は、江戸時代後期の尾張藩士、年寄（家老）。
通称は長十郎、権十郎、伊勢。官位は従五位下豊後守、伊勢守。号は一楽。

## 経歴
文化12年（1815年）、滝川忠據の子として生まれた。幼名は亀松。文政9年（1826年）に父の急死により元服前の12歳で家督を相続したが、祖父滝川忠暁が長年にわたって年寄を務めた功労により家禄3063石4斗3升3合を相違なく与えられ、大寄合に編入された。
天保5年（1835年）、21歳で用人となり、寺社奉行兼務を経て、14年（1844年）、側用人に登用された。側用人在任中には梶常吉が七宝焼を発明したことを藩主に報告し、藩のお雇いとなった常吉に自邸を工房として提供した。忠雄自身も自邸に窯を設けて自ら楽焼を作陶した。
嘉永2年（1849年）、徳川慶勝が藩主に就任すると、35歳で年寄に昇進。慶勝の藩政改革を助け、嘉永5年（1852年）、江戸定詰の年寄として幕閣と結んで権勢を振るう佐枝種武を名古屋に召還する命を受けて江戸に下った。翌6年（1853年）正月に名古屋の町民300名を集めた場で藩財政の窮乏を公表し、藩への献金を訴える演説を行なった。同年末に諸大夫を仰せつけられ、従五位下に叙爵した。
安政3年（1856年）、加判を免ぜられて執政から退くが、5年（1858年）、安政の大獄で慶勝が隠居謹慎を命じられて弟の茂徳が藩主となると加判を命ぜられて政務に復帰。佐幕的な政治を行い、藩の軍制の洋化改革を行った茂徳を補佐したので、藩内の尊王攘夷派から「洋風を好む」と称せられた。
文久3年（1863年）、慶勝派の台頭により茂徳が隠居して慶勝の子義宜が藩主となると、茂徳派と目される忠雄の立場がなくなり、病気を理由に隠居を願い出て家督を嫡男の亀松（滝川忠挙）に譲り、年寄を辞職。元治元年12月（1865年2月）、水戸天狗党が尾張藩領に接近し、事態対処のため出張中の慶勝に代わって茂徳が藩内の指揮を取ると隠居ながら年寄加判に復帰したが、天狗党が去るとすぐに解職された。
慶応4年（1868年）1月、戊辰戦争開戦に伴って断行された佐幕派の粛清に巻き込まれ、蟄居を命じられた（青松葉事件）。明治2年（1869年）、名を隠居号の一楽に改め、翌3年（1870年）、赦免された。
明治21年（1888年）死去、享年74。